# Notiobiella turneri
Notiobiella turneri is een insect uit de familie van de bruine gaasvliegen (Hemerobiidae), die tot de orde netvleugeligen (Neuroptera) behoort. 
Notiobiella turneri is voor het eerst wetenschappelijk beschreven door Kimmins in 1933.